# Колхида (Абхазия)
Колхида или Псахара (абх. Ҧсахара, груз. კოლხიდა) — посёлок городского типа или село в Абхазии, в Гагрском районе частично признанной Республики Абхазия, согласно административному делению Грузии — в Гагрском муниципалитете Абхазской Автономной Республики. Высота над уровнем моря составляет 20 метров.

## Население
По данным 1959 года в селе Колхида (будущем пгт Колхида) жило 1667 человек (в том числе в селе Земо-Колхида — 486 человек, большинство которых армяне, и в селе Квемо-Колхида — 1667 человек), в основном армяне и грузины (в Колхидском сельсовете — всего 8019 человек). В 1989 году в пгт Колхида проживало 3102 человека, также в основном армяне и грузины.
По данным переписи 2011 года численность населения сельского поселения (сельской администрации) Псахара составила 2492 жителя, из них 1486 человек — армяне (59,6 %), 727 человек — абхазы (29,2 %), 170 человек — русские (6,8 %), 56 человек — грузины (2,2 %), 21 человек — греки (0,8 %), 12 человек — украинцы (0,5 %), 20 человек — другие национальности (0,8 %).

## История
Согласно Постановлению ВС Республики Абхазия от 4 декабря 1992 село Колхида было переименовано в Псахара. По законам Грузии продолжает носить название Колхида.